# 彼得·羅斯卡姆
彼得·羅斯卡姆（英語：Peter Roskam；1961年9月13日—）是美国的一位政治人物。自2007年開始，他是伊利诺伊州第6選舉區選出的聯邦眾議員。他的黨籍是共和黨。在成為國會議員之前，羅斯卡姆曾經是伊利诺伊州议会的議員。